# لوران أبيرجيل
لوران أبيرجيل (بالفرنسية: Laurent Abergel)‏ (1 فبراير 1993 بمارسيليا في فرنسا - ) هو لاعب كرة قدم فرنسي في مركز الوسط. لعب مع أولمبيك مارسيليا ونادي أجاكسيو.

## وصلات خارجية
- لوران أبيرجيل على موقع رابطة كرة القدم الفرنسية للمحترفين (الإنجليزية)
- لوران أبيرجيل على موقع قاعدة بيانات كرة القدم.إي يو (الإنجليزية)
- لوران أبيرجيل على موقع ليكيب (الفرنسية)
- لوران أبيرجيل على موقع Soccerway.com (الإنجليزية)
- لوران أبيرجيل على موقع عالم كرة القدم.نت (الإنجليزية)
- لوران أبيرجيل على موقع AS.com (الإسبانية)